# Apple Watch
Apple Watch — линейка умных часов, созданных корпорацией Apple и представленных 9 сентября 2014 года. Для их полноценной работы требуется смартфон iPhone 5 или новее с IOS 8 или новее.
Apple Watch были выпущены в апреле 2015 года и быстро стали самым продаваемым носимым устройством: во втором квартале 2015 финансового года было продано 4,2 миллиона устройств, и, по оценкам, более 100 миллионов человек использовали Apple Watch по состоянию на декабрь 2020 года.

## Характеристики

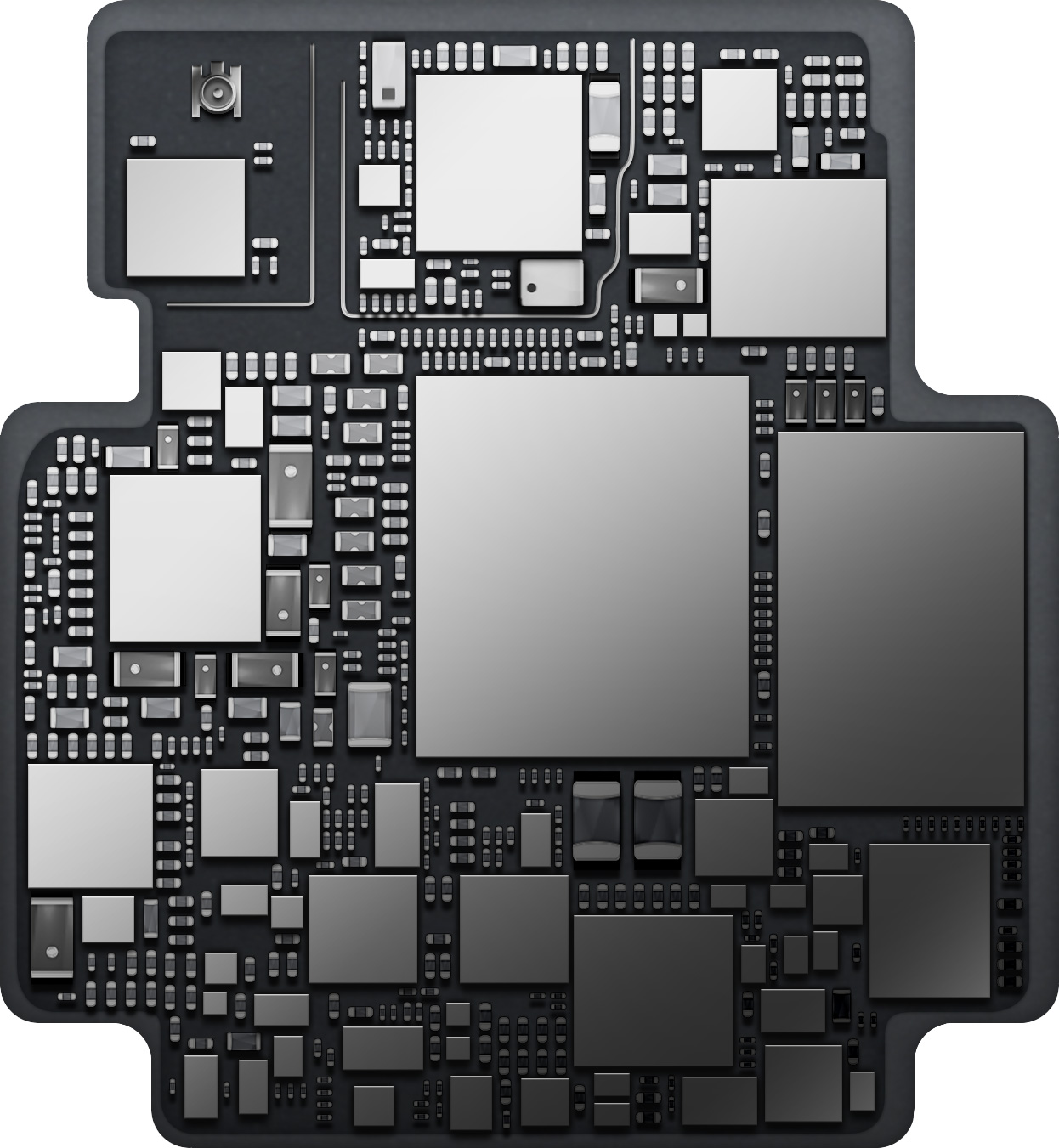
Схематичное изображение компонентов системы в корпусе Apple S1

Дисплей часов (два варианта: 1,32-дюймовый в 38-мм модели (272 × 340 пикселей, 326 ppi) или 1,5-дюймовый в 42-мм версии (312 × 390, 326 ppi)) OLED-типа, защищённый сапфировым стеклом, способен различать нажатия и прикосновение. Чувствителен к силе нажатия (технология Force Touch). В 2018 году начиная с Apple Watch Series 4 компания меняет размер дисплеев с 38 и 42 мм на 40 и 44 мм соответственно. Таким образом, экран увеличился на 30 %. В Apple Watch Series 7 экран был вновь увеличен с 40 мм до 41 мм и с 44 мм до 45 мм. Конструкция дисплея была фундаментально переосмыслена, что позволило уменьшить рамку на 40 %. В итоге область просмотра увеличилась примерно на 20 % по сравнению с Series 6 и ниже, и более чем на 50 % — по сравнению с Series 3 и ниже.
Органы управления: часы оснащены круговым колёсиком Digital Crown на боковой грани и продолговатой кнопкой-качалкой под ним. Колёсико служит для прокрутки или увеличения; нажатие на него позволяет вернуться к домашнему экрану. Кнопка-качалка служит для вызова 12 избранных абонентов, которым можно позвонить или отправить сообщение (если нужного человека там нет, можно перейти ко второму способу его поиска — в телефонной книге, вращая Digital Crown).
С левой стороны — прорези динамика и микрофона. На нижней стороне часов могут быть расположены фотодиоды для измерения пульса. За вибрацию отвечает привод линейного перемещения Taptic Engine, его воздействие (о поступлении уведомлений и т. п.) похоже на лёгкое постукивание по запястью.
Часы не имеют разъёмов, подзарядка батареи производится с помощью индуктивного адаптера с магнитными фиксаторами. Рекомендуется ежесуточная зарядка часов, полная зарядка длится около двух часов; при этом батарея за 1000 циклов перезарядки потеряет не более 20 % от изначальной ёмкости. Средняя работа часов без подключения к сети составляет 18 часов, этого вполне достаточно для совершения звонков, записи тренировки и прослушивания музыкальных треков в течение дня. В одном из пазов имеется некий технологический порт, прикрытый заглушкой, который необходим для сервисных центров.
В Apple Watch нет привычной печатной платы, вместо неё используется так называемая «система в корпусе» (SiP) Apple S (все необходимые для работы часов элементы упакованы в маленький металлический «коробок», в нём спрятаны процессор, чип ОЗУ, чип NAND флеш-памяти, датчики).
В часы встроен накопитель объёмом 8, 16, 32 или 64 Гб (в зависимости от модели), из которых примерно 2 ГБ будет занимать операционная система.
Камеры нет, зато устройство можно использовать в качестве удаленного видоискателя iPhone. Собственного GPS-приёмника у часов оригинальной серии нет (добавлен в Series 2), они используют навигационные ресурсы телефона, связываясь с ним по Bluetooth 4.0 и Wi-Fi 802.11b/g.
Часы имеют интерфейс NFC и позволяют производить бесконтактную оплату с помощью системы Apple Pay без подключения к интернету и iPhone.
Имеется гироскоп и акселерометр.
Согласно спецификациям, часы соответствуют стандарту IPX7 и способны выдержать 30-минутное погружение в воду на глубину до одного метра.
Операционная система watchOS имеет интерфейс, напоминающий таковой в iOS, но с круглыми иконками.

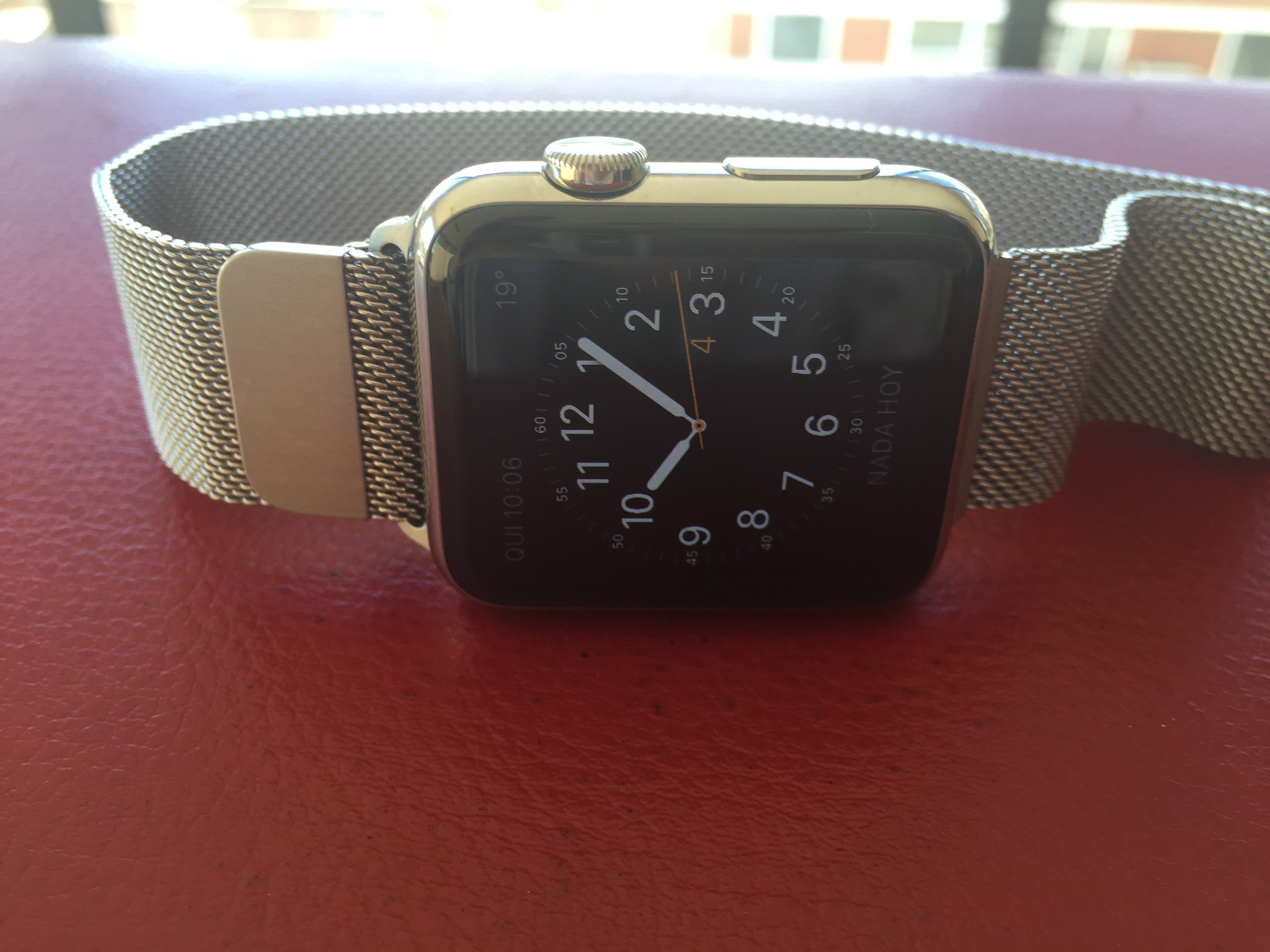
«Apple Watch»

## Функциональность
Дисплей Apple Watch выключен, пока человек, на чьей руке находятся часы, не смотрит на него. Начиная с Series 5 Apple стала использовать функцию «Always-On Display»: экран часов работает всегда, но когда пользователь на него не смотрит, частота обновления экрана уменьшается до минимальных показателей, а яркость уменьшается до того минимума, чтобы была видна информация на дисплее. Как только владелец поворачивает руку к глазам, экран активируется (в отличие от некоторых моделей на базе Android, аппарат Apple уходит в режим ожидания, как только человек отворачивает руку с часами). Если требуется немедленно выключить дисплей, достаточно накрыть его ладонью.
Набор SMS осуществляется при помощи голосовой диктовки, так как нормальная клавиатура не умещается на столь маленьком экране, но начиная с Watch Series 7, из-за увеличенного экрана можно использовать полноценную QWERTY клавиатуру (также доступен ввод текста путём «скольжения пальца». Русский язык не поддерживается). Можно использовать готовые шаблоны, а для английского текста можно использовать спецтабло для прописного письма букв, после чего часы определяет, какую букву имел ввиду пользователь.
Встроен фитнес-трекер (аналог Fitbit) — измерение пульса, подсчёт шагов и калорий. В 6-й версии часов появилась функция измерения сатурации и ЭКГ (пока что недоступная в некотором ряде стран). Часы также следят за вариабельностью сердечного ритма, что встречается довольно редко в подобных устройствах. Taptic Engine позволяет отправлять другим обладателям часов от Apple набор «касаний» или своё сердцебиение.
Имеется помощник Siri. Вызывается нажатием и удержанием колёсика, фразой «Привет, Siri» (если она активирована) или без фразы, подняв запястье к лицу и просто проговорив команду (если функция активирована).
Присутствует почтовый клиент с ограниченной функциональностью (текст некоторых писем он показывает полностью, а при попытке прочитать другие советует открыть iPhone и запустить соответствующее приложение там). Ответить на письмо с помощью часов нельзя, можно лишь удалить его, отметить как непрочитанное или установить флажок.
Браузера в Apple Watch нет, выход для информации в Интернет можно осуществить только при помощи Siri, которая может ответить на вопрос при помощи готового окна с информацией с сайта Википедии. В новых версиях часов через Siri можно открыть упрощённую веб-страницу.
В Apple Watch можно загрузить до 2 гигабайт музыки.
Apple Watch не предназначены для игрового использования, хотя в App Store для них можно найти некоторые игры или «обрезки» этих игр.
В январе 2015 года ряд компаний, включая TapSense и InMarket, объявил о планах по запуску на дисплеях часов гиперлокальной рекламы.
При включении устройство сразу предлагает синхронизировать его с «родственником» — смартфоном iPhone путём поднесения камеры смартфона к изображению на экране Apple Watch. При этом на устройство переносятся все приложения, установленные на iPhone и адаптированные для часов. Подключение двух устройств происходит посредством Bluetooth. Кроме того, Apple Watch могут обмениваться данными посредством Wi-Fi, если оба девайса подключены к одной беспроводной сети.
AliveCor разработала специальный ремешок KardiaBand для Apple Watch, с помощью которого пользователь может получить тридцатисекундную ЭКГ, следить за сердечными сокращениями и физической активностью. Все результаты отображаются на экране часов или телефона.
Apple Watch может обнаружить диабет с вероятностью в 85 %. Согласно последнему клиническому исследованию основателя Cardiogram Брэндона Бэллинджера, Apple Watch может обнаружить диабет у тех, кому он был ранее диагностирован, с восьмидесятипятипроцентной точностью.
Начиная с Series 6 компания Apple начала производить свои часы с встроенным датчиком для считывания уровня кислорода в крови, название этот датчик получил «Пульсоксиметр». Как утверждает сама компания, эта функция станет очень полезна, поскольку это важный показатель общего физического состояния человека.

## Продажи
Продажи Apple Watch стартовали в 9 странах мира (США, Канаде, Великобритании, Австралии, Франции, Германии, Гонконге, Китае, Японии) 24 апреля 2015, но до 18 июня 2015 года не были доступны в розничных магазинах, а распространялись только по предзаказу, оформленному через интернет-магазин.
Цена — от 349 долларов США.
С 26 июня 2015 года Apple Watch стали доступны ещё в семи странах — Испании, Италии, Мексике, Сингапуре, Тайване, Швейцарии и Южной Корее.
С 17 июля 2015 года продажи стартовали в Нидерландах, Таиланде и Швеции.
1 июля 2015 года продажи стартовали в России, Новой Зеландии и Турции.
9 октября Apple Watch появились в Бельгии, Люксембурге, Норвегии, Польше и Финляндии, 16 октября — в Бразилии и Колумбии. В начале 2016 года смарт-часы появились в Малайзии, Чехии и Португалии.

## Поколения и серии Apple Watch

### Первое поколение 2015 года

#### Apple Watch (1-го поколения)
Первое поколение Apple Watch — оригинальные смарт-часы компании Apple Inc. впервые представленные 9 сентября 2014 года и вышедшие в глобальную продажу 24 апреля 2015 года, которые были построены на одно-ядерном чипе Apple S1 и поставлялись с операционной системой Watch OS 1.0.
Сняты с производства в сентябре 2016 года.

### Второе поколение 2016 года

#### Apple Watch Series 1
Apple Watch Series 1 — обновлённый вариант 1-го поколения оригинальных смарт-часов Apple Watch построенный на обновлённом двух-ядерном чипе Apple S1P и вышедший 7 сентября 2016 года.
Сняты с производства в сентябре 2018 года.

#### Apple Watch Series 2
Apple Watch Series 2 — смарт-часы построенные на двух-ядерном чипе Apple S2 и вышедшие 7 сентября 2016 года.
Сняты с производства в сентябре 2017 года.

### Третье поколение 2017 года

#### Apple Watch Series 3
Apple Watch Series 3 — обновлённые смарт-часы с беспроводной технологией LTE, построенные на чипе Apple S3 и вышедшие 12 сентября 2017 года.
Сняты с производства в сентябре 2022 года.

### Четвёртое поколение 2018 года

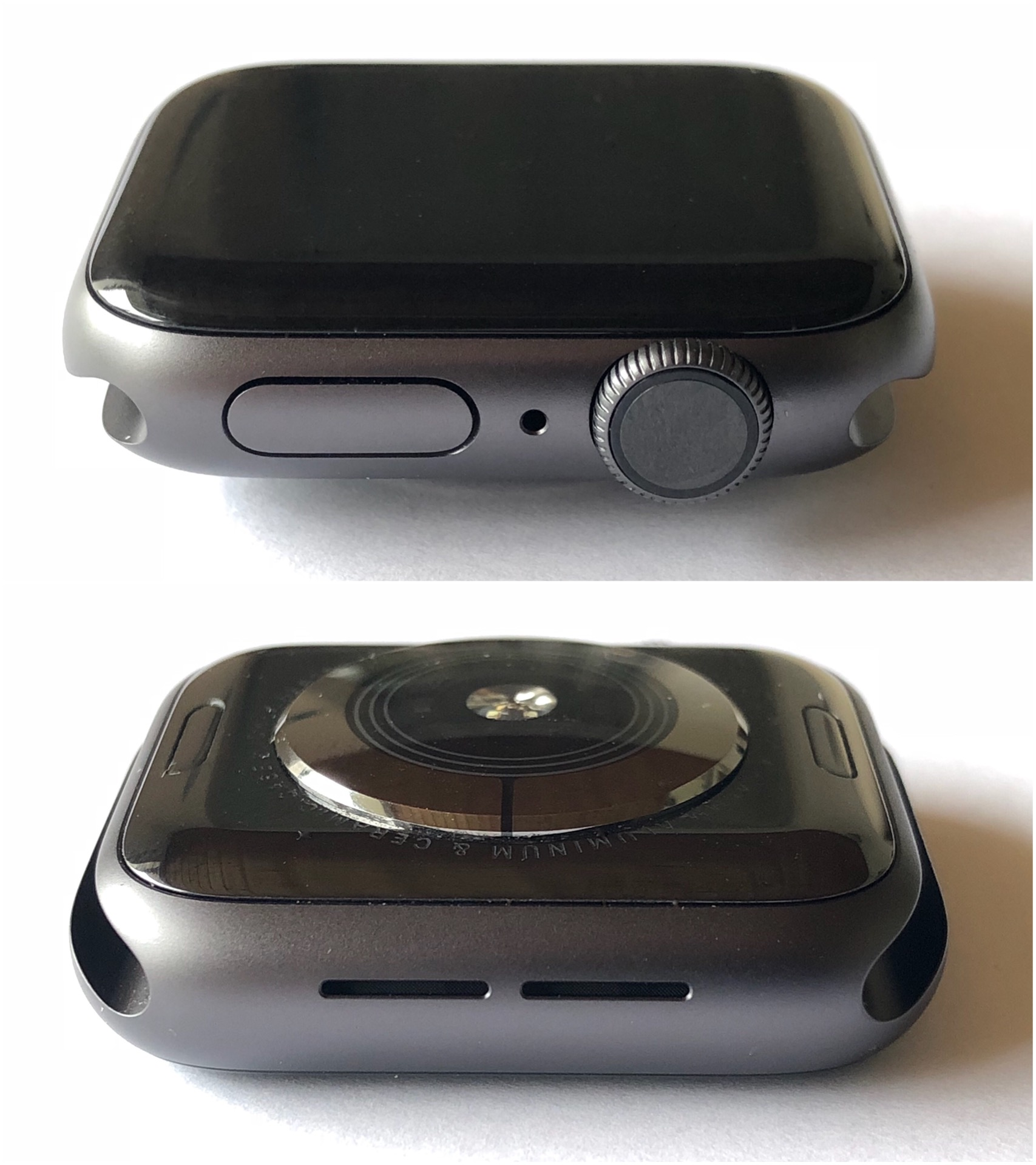
Apple Watch Series 4 (2018 год)

#### Apple Watch Series 4
Apple Watch Series 4 — обновлённые смарт-часы с функцией электрокардиограммы, построенные на чипе Apple S4 и вышедшие 12 сентября 2018 года.
Сняты с производства в сентябре 2019 года.

### Пятое поколение 2019 года

#### Apple Watch Series 5
Apple Watch Series 5 — обновлённые смарт-часы, построенные на чипе Apple S5 и вышедшие 10 сентября 2019 года.
Сняты с производства в сентябре 2020 года.

### Шестое поколение 2020 года

#### Apple Watch SE (1-го поколения)
Первые «доступные» смарт-часы новой серии «SE» — упрощённый и удешевлённый вариант Apple Watch Series 5, построенный на чипе Apple S5 и вышедший 15 сентября 2020 года.
Сняты с производства в сентябре 2022 года.

#### Apple Watch Series 6
Apple Watch Series 6 — обновлённые смарт-часы с измерением уровня кислорода в крови, построенные на чипе Apple S6 и вышедшие 15 сентября 2020 года.
Сняты с производства в сентябре 2021 года.

### Седьмое поколение 2021 года

#### Apple Watch Series 7
Apple Watch Series 7 — обновлённые смарт-часы с новым дизайном и увеличенным дисплеем, построенные на чипе Apple S7 и вышедшие 14 сентября 2021 года.
Сняты с производства в сентябре 2022 года.

### Восьмое поколение 2022 года

#### Apple Watch Series 8
Apple Watch Series 8 — восьмое поколение обновлённых смарт-часов, которые умеют определять ДТП, ценой от 399 $, построенных на чипе Apple S8 и вышедших 7 сентября 2022 года.

#### Apple Watch SE (2-го поколения)
Второе поколение серии «SE» — упрощённый и удешевлённый вариант Apple Watch Series 8 ценой от 249 $, построенный на чипе Apple S8 и вышедший 7 сентября 2022 года.

#### Apple Watch Ultra
Дорогое семейство сверхзащищённых (водонепроницаемость до 100 м глубины погружения) смарт-часов Apple Watch в титановом корпусе для экстремалов новой серии «Ultra» ценой от 799 $, построенные на чипе Apple S8 и вышедшие 7 сентября 2022 года.

## Сравнительная таблица характеристик
| Характеристика                      | Первое поколение                                      | Series 1                                              | Series 2                                                                | Series 3 | Series 4                                                                                   | Series 5                                                                                     | Series 6                                                                                     | SE (1-го поколения)                                                        | Series 7                                                                      | Series 8                                                                      | SE (2-го поколения)                                         | Ultra                                                                              |
| ----------------------------------- | ----------------------------------------------------- | ----------------------------------------------------- | ----------------------------------------------------------------------- | --- | ------------------------------------------------------------------------------------------ | -------------------------------------------------------------------------------------------- | -------------------------------------------------------------------------------------------- | -------------------------------------------------------------------------- | ----------------------------------------------------------------------------- | ----------------------------------------------------------------------------- | ----------------------------------------------------------- | ---------------------------------------------------------------------------------- |
| Чипсет                              | Apple S1                                              | Apple S1P                                             | Apple S2                                                                | Apple S3 | Apple S4                                                                                   | Apple S5                                                                                     | Apple S6                                                                                     | Apple S5                                                                   | Apple S7                                                                      | Apple S8                                                                      | Apple S8                                                    | Apple S8                                                                           |
| Global Positioning System и Глонасс | Нет                                                   | Нет                                                   | Встроенный                                                              | Встроенный, включая Galileo и QZSS                                                                                | Встроенный, включая Galileo и QZSS                                                         | Встроенный, включая Galileo и QZSS                                                           | Встроенный, включая Galileo и QZSS                                                           | Встроенный, включая Galileo и QZSS                                         | Встроенный, включая Galileo, QZSS и BeiDou                                    | Встроенный, включая Galileo, QZSS и BeiDou                                    | Встроенный, включая Galileo и QZSS                          | Встроенный, включая Galileo, QZSS и BeiDou                                         |
| Сотовая связь                       | Нет                                                   | Нет                                                   | Нет                                                                     | Опционально | Опционально                                                                                | Опционально                                                                                  | Опционально                                                                                  | Опционально                                                                | Опционально                                                                   | Опционально                                                                   | Опционально                                                 | По умолчанию                                                                       |
| Степень защиты                      | IPX7 защита от брызг (до 1 метра)                     | IPX7 защита от брызг (до 1 метра)                     | ISO 22810:2010 водонепроницаемость (до 50 метров)                       | ISO 22810:2010 водонепроницаемость (до 50 метров)                                                                 | ISO 22810:2010 водонепроницаемость (до 50 метров)                                          | ISO 22810:2010 водонепроницаемость (до 50 метров)                                            | ISO 22810:2010 водонепроницаемость (до 50 метров)                                            | ISO 22810:2010 водонепроницаемость (до 50 метров)                          | ISO 22810:2010 водонепроницаемость (до 50 метров)                             | ISO 22810:2010 водонепроницаемость (до 50 метров)                             | ISO 22810:2010 водонепроницаемость (до 50 метров)           | ISO 22810 водонепроницаемость (до 100 метров) Сертификация EN13319 (до 100 метров) |
| Беспроводная связь                  | Wi-Fi (802.11 b/g/n 2.4 GHz)                          | Wi-Fi (802.11 b/g/n 2.4 GHz)                          | Wi-Fi (802.11 b/g/n 2.4 GHz)                                            | Wi-Fi (802.11 b/g/n 2.4 GHz)                                                                                      | Wi-Fi (802.11 b/g/n 2.4 GHz)                                                               | Wi-Fi (802.11 b/g/n 2.4 GHz)                                                                 | Wi-Fi (802.11 b/g/n 2.4 GHz)                                                                 | Wi-Fi (802.11 b/g/n 2.4 GHz)                                               | Wi-Fi (802.11 b/g/n, 2,4 GHz и 5 GHz)                                         | Wi-Fi (802.11 b/g/n, 2.4 GHz и 5 GHz)                                         | Wi-Fi (802.11 b/g/n, 2.4 GHz)                               | Wi-Fi (802.11 b/g/n, 2.4 и 5 GHz)                                                  |
| Bluetooth                           | Bluetooth 4.0                                         | Bluetooth 4.0 / Bluetooth 4.2                         | Bluetooth 4.0                                                           | Bluetooth 4.2 | Bluetooth 5.0                                                                              | Bluetooth 5.0                                                                                | Bluetooth 5.0                                                                                | Bluetooth 5.0                                                              | Bluetooth 5.0                                                                 | Bluetooth 5.3                                                                 | Bluetooth 5.3                                               | Bluetooth 5.3                                                                      |
| UWB                                 | Нет                                                   | Нет                                                   | Нет                                                                     | Нет | Нет                                                                                        | Нет                                                                                          | Нет                                                                                          | Чип Apple U1                                                               | Чип Apple U1                                                                  | Чип Apple U1                                                                  | Нет                                                         | Чип Apple U1                                                                       |
| Оптический датчик пульса            | Есть                                                  | Есть                                                  | Есть                                                                    | Есть | Есть                                                                                       | Есть                                                                                         | Есть                                                                                         | Есть                                                                       | Есть                                                                          | Есть                                                                          | Есть                                                        | Есть                                                                               |
| Датчик ЭКГ                          | Нет                                                   | Нет                                                   | Нет                                                                     | Нет | Есть                                                                                       | Есть                                                                                         | Есть                                                                                         | Нет                                                                        | Есть                                                                          | Есть                                                                          | Нет                                                         | Есть                                                                               |
| Пульсоксиметр                       | Нет                                                   | Нет                                                   | Нет                                                                     | Нет | Нет                                                                                        | Нет                                                                                          | Есть                                                                                         | Нет                                                                        | Есть                                                                          | Есть                                                                          | Нет                                                         | Есть                                                                               |
| Акселерометр                        | 16g                                                   | 16g                                                   | 16g                                                                     | 16g | 32g                                                                                        | 32g                                                                                          | 32g                                                                                          | 32g                                                                        | 32 g                                                                          | 256 g                                                                         | 256 g                                                       | 256 g                                                                              |
| Гироскоп                            | Есть                                                  | Есть                                                  | Есть                                                                    | Есть | Улучшенный                                                                                 | Улучшенный                                                                                   | Улучшенный                                                                                   | Улучшенный                                                                 | Улучшенный                                                                    | Улучшенный, с высоким динамическим диапазоном                                 | Улучшенный, с высоким динамическим диапазоном               | Улучшенный, с высоким динамическим диапазоном                                      |
| Датчик освещенности                 | Есть                                                  | Есть                                                  | Есть                                                                    | Есть | Есть                                                                                       | Есть                                                                                         | Есть                                                                                         | Есть                                                                       | Есть                                                                          | Есть                                                                          | Есть                                                        | Есть                                                                               |
| Альтиметр                           | Нет                                                   | Нет                                                   | Нет                                                                     | Есть | Есть                                                                                       | Есть                                                                                         | Есть                                                                                         | Есть                                                                       | Есть                                                                          | Есть                                                                          | Есть                                                        | Есть                                                                               |
| Компас                              | Нет                                                   | Нет                                                   | Нет                                                                     | Нет | Нет                                                                                        | Есть                                                                                         | Есть                                                                                         | Есть                                                                       | Есть                                                                          | Есть                                                                          | Есть                                                        | Есть                                                                               |
| Дисплей                             | OLED Retina дисплей с Force Touch (Яркость 450 кд/м²) | OLED Retina дисплей с Force Touch (Яркость 450 кд/м²) | Второе поколение OLED Retina дисплея с Force Touch (Яркость 1000 кд/м²) | Дисплей OLED с технологиями Retina и Force Touch (Яркость 1000 кд/м²)                                             | Дисплей OLED LTPO с технологиями Retina и Force Touch (Яркость 1000 кд/м²)                 | Всегда включённый дисплей OLED LTPO с технологиями Retina и Force Touch (Яркость 1000 кд/м²) | Всегда включённый дисплей OLED LTPO с технологиями Retina и Force Touch (Яркость 1000 кд/м²) | Дисплей OLED LTPO с технологиями Retina и Force Touch (Яркость 1000 кд/м²) | Всегда включённый дисплей OLED LTPO с технологией Retina (Яркость 1000 кд/м²) | Всегда включённый дисплей OLED LTPO с технологией Retina (яркость 1000 кд/м²) | Дисплей OLED LTPO с технологией Retina (яркость 1000 кд/м²) | Всегда включённый дисплей OLED LTPO с технологией Retina (яркость 2000 кд/м²)      |
| Плотность пикселей                  | 330 ppi (38 mm) 337 ppi (42 mm)                       | 330 ppi (38 mm) 337 ppi (42 mm)                       | 330 ppi (38 mm) 337 ppi (42 mm)                                         | 330 ppi (38 mm) 337 ppi (42 mm)                                                                                   | 349 ppi (40 mm) 360 ppi (44 mm)                                                            | 349 ppi (40 mm) 360 ppi (44 mm)                                                              | 349 ppi (40 mm) 360 ppi (44 mm)                                                              | 349 ppi (40 mm) 360 ppi (44 mm)                                            | 359 ppi (41 mm) 368 ppi (45 mm)                                               |                                                                               |                                                             |                                                                                    |
| Центральный процессор (CPU)         | 520 MHz Single-Core                                   | 780 MHz Dual-Core                                     | 780 MHz Dual-Core                                                       | Dual-Core | 64-bit Dual-Core                                                                           | 64-bit Dual-Core                                                                             | 64-bit Dual-Core                                                                             | 64-bit Dual-Core                                                           | 64-bit Dual-Core                                                              | 64-bit Dual-Core                                                              | 64-bit Dual-Core                                            | 64-bit Dual-Core                                                                   |
| Хранилище                           | 8 Гб                                                  | 8 Гб                                                  | 8 Гб                                                                    | Non-LTE: 8 Гб LTE: 16 Гб                                                                                          | 16 Гб                                                                                      | 32 Гб                                                                                        | 32 Гб                                                                                        | 32 Гб                                                                      | 32 Гб                                                                         | 32 Гб                                                                         | 32 Гб                                                       | 32 Гб                                                                              |
| Оперативная память (ОЗУ)            | 512 Мб DRAM                                           | 512 Мб DRAM                                           | 512 Мб DRAM                                                             | 768 Мб DRAM | 1 Гб(1024 Мб) DRAM                                                                         | 1 Гб (1024 Мб) DRAM                                                                          | 1,5 Гб (1536 Мб) DRAM                                                                        | 1,5 Гб (1536 Мб) DRAM                                                      | 1,5 Гб (1536 Мб) DRAM                                                         | 1,5 Гб (1536 Мб) DRAM                                                         | 1,5 Гб (1536 Мб) DRAM                                       | 1,5 Гб (1536 Мб) DRAM                                                              |
| Версии операционных систем          | watchOS 1 — 4                                         | watchOS 3 — 6                                         | watchOS 3 — 6                                                           | watchOS 4 — 8 | watchOS 5 — 10                                                                             | watchOS 6 — 10                                                                               | watchOS 7 — 11                                                                               | watchOS 7 — 10                                                             | watchOS 8 — 11                                                                | watchOS 9 — 11                                                                | watchOS 9 — 11                                              | watchOS 9 — 11                                                                     |
| Требования[A]                       | iPhone 5 или новее с iOS 8.2 или новее                | iPhone 5 или новее с iOS 10 или новее                 | iPhone 5 или новее с iOS 10 или новее                                   | Non-LTE: iPhone 5S или новее с iOS 11 или новее LTE: iPhone 6 или новее с iOS 11 или новее                        | Non-LTE: iPhone 5S или новее с iOS 12 или новее LTE: iPhone 6 или новее с iOS 12 или новее | iPhone 6S или новее с iOS 13 или новее                                                       | iPhone 6S или новее с iOS 14 или новее                                                       | iPhone 6S или новее с iOS 14 или новее                                     | iPhone 6S или новее с iOS 15 или новее                                        | iPhone 8 или новее с iOS 16 или новее                                         | iPhone 8 или новее с iOS 16 или новее                       | iPhone 8 или новее с iOS 16 или новее                                              |
| Батарея                             | 205 mA·h, 3.8 V (38 мм) 250 mA·h, 3.78 V (42 мм)      | 205 mA·h, 3.8 V (38 мм) 250 mA·h, TBC V (42 мм)       | 273 mA·h, 3.77 V (38 мм) 334 mA·h, 3.80 V (42 мм)                       | Non-LTE: 262 mA·h, 3.81 V (38 мм) 342 mA·h, 3.82 V (42 мм) LTE: 279 mA·h, 3.82 V (38 мм) 352 mA·h, 3.82 V (42 мм) | 40 мм: 224.9 mA·h, 3.81 V, 0.858 W·h 44 мм: 291.8 mA·h, 3.81 V, 1.113 W·h                  | 40 мм: 245 mA·h, 3.85 V, 0.944 W·h 44 мм: 296 mA·h, 3.814 V, 1.129 W·h                       | 40 мм: 245 mA·h, 3.85 V, 0.944 W·h 44 мм: 296 mA·h, 3.814 V, 1.129 W·h                       | 40 мм: 245 mA·h, 3.85 V, 0.944 W·h 44 мм: 296 mA·h, 3.814 V, 1.129 W·h     | 41 мм: 245 mA·h, 3.85 V, 0.944 W·h 45 мм: 296 mA·h, 3.814 V, 1.129 W·h        |                                                                               |                                                             |                                                                                    |
| Вес                                 | 25 — 69 грамм                                         | 25 — 30 грамм                                         | 28.2 — 52.4 грамм                                                       | 26.7 — 52.8 грамм                                                                                                 | 30.1 — 47.9 грамм                                                                          | 30.8 — 47.8 грамм                                                                            | 30.8 — 47.8 грамм                                                                            | 30.8 — 47.8 грамм                                                          | 32.0 — 51.5 грамм                                                             | 31.9 — 51.5 грамм                                                             | 26.4 — 33 грамм                                             | 61.3 грамм                                                                         |
| Парниковые газы                     | 50 кг CO2e                                            | 20 кг CO2e                                            | 30 кг CO2e                                                              | Non-LTE: 28 кг CO2e LTE: 36 кг CO2e                                                                               | Non-LTE: 38 кг CO2e LTE: 39 кг CO2e                                                        | 40 кг CO2e                                                                                   | 40 кг CO2e                                                                                   | 40 кг CO2e                                                                 | 40 кг CO2e                                                                    | 33 кг                                                                         | 31 кг                                                       | 56 кг                                                                              |
| Начало продаж                       | Апрель 2015 года                                      | Сентябрь 2016 года                                    | Сентябрь 2016 года                                                      | Сентябрь 2017 года                                                                                                | Сентябрь 2018 года                                                                         | Сентябрь 2019 года                                                                           | Сентябрь 2020 года                                                                           | Сентябрь 2020 года                                                         | Октябрь 2021 года                                                             | Сентябрь 2022 года                                                            | Сентябрь 2022 года                                          | Сентябрь 2022 года                                                                 |
| Сняты с производства                | Сентябрь 2016 года                                    | Сентябрь 2018 года                                    | Сентябрь 2017 года                                                      | Сентябрь 2022 года                                                                                                | Сентябрь 2019 года                                                                         | Сентябрь 2020 года                                                                           | Сентябрь 2021 года                                                                           | Сентябрь 2022 года                                                         | Сентябрь 2022 года                                                            | Производятся                                                                  | Производятся                                                | Производятся                                                                       |